# Câlnic
Câlnic (en allemand Kelling, en hongrois Kelnek) est une commune du județ d'Alba, en Transylvanie, Roumanie. En 1993, le village de Câlnic et sa forteresse ont été inscrits au patrimoine mondial de l'UNESCO.

## Histoire
La forteresse de Câlnic, bien préservée à ce jour, fut mentionnée la première fois en 1269. Au début, elle fut la résidence fortifiée de la famille Kelnek qui avait construit le donjon, des logements, une chapelle et le mur d'enceinte avec deux tours.
En 1430, la forteresse fut vendue à la communauté locale qui construit la deuxième enceinte, la barbacane, un bastion et plusieurs chambres où logeaient les villageois en temps de guerre et servant de dépôts en temps de paix.

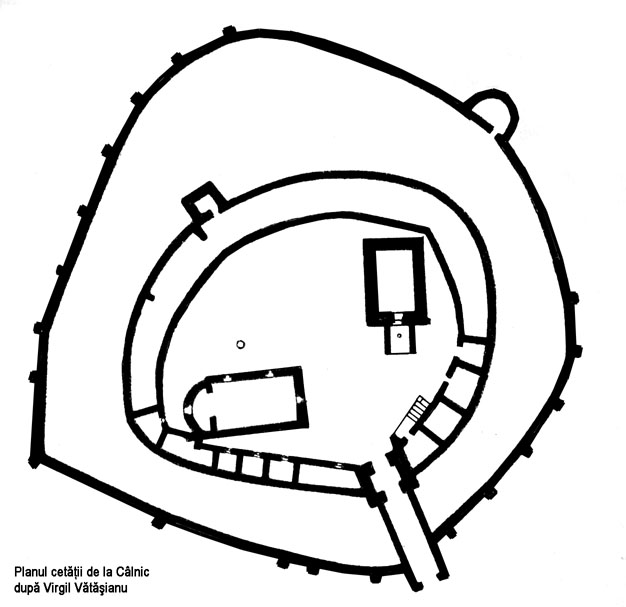
Plan de la forteresse de Câlnic
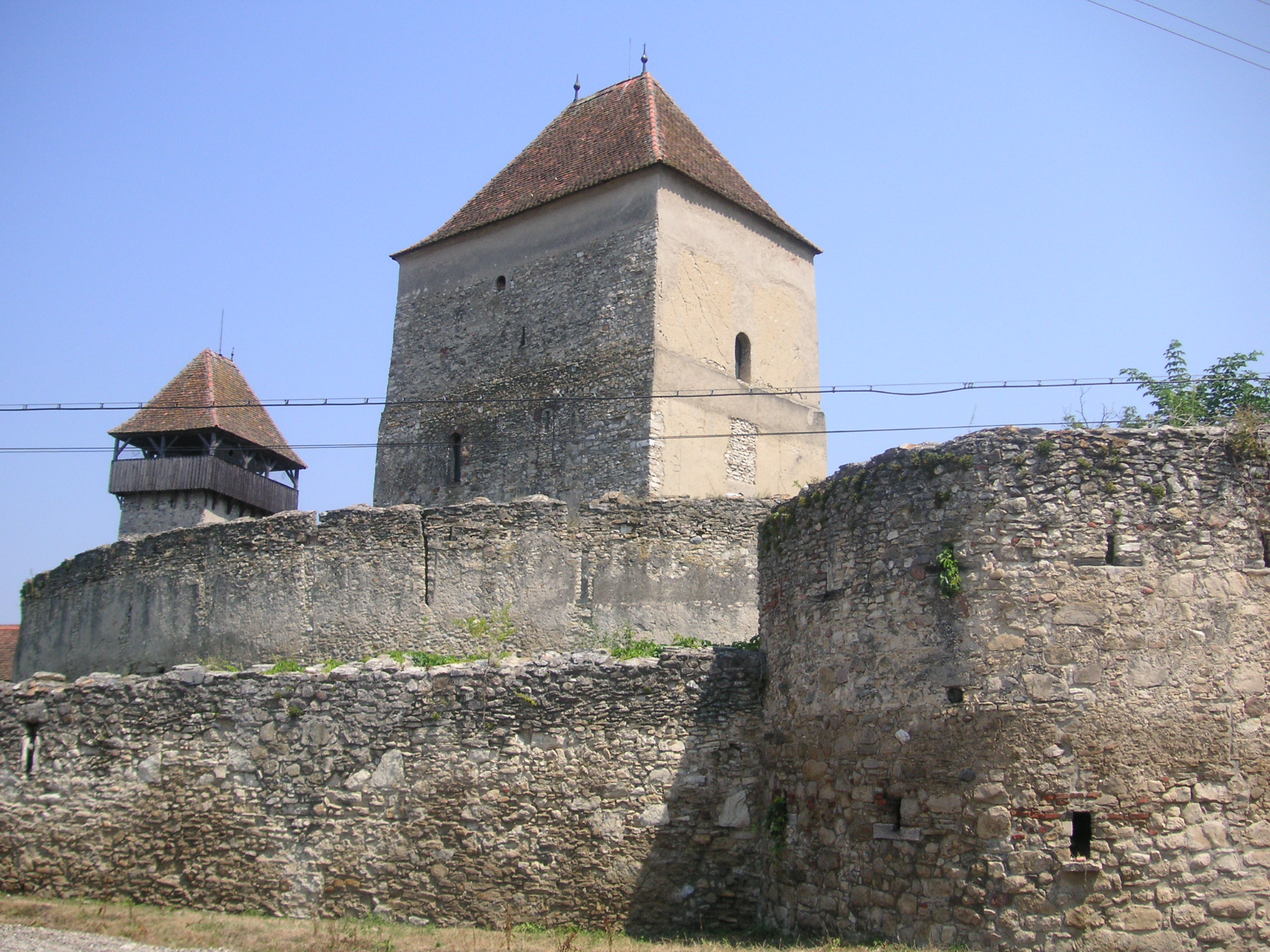
De droite à gauche : le bastion, la double enceinte, le donjon et la tour de l'entrée
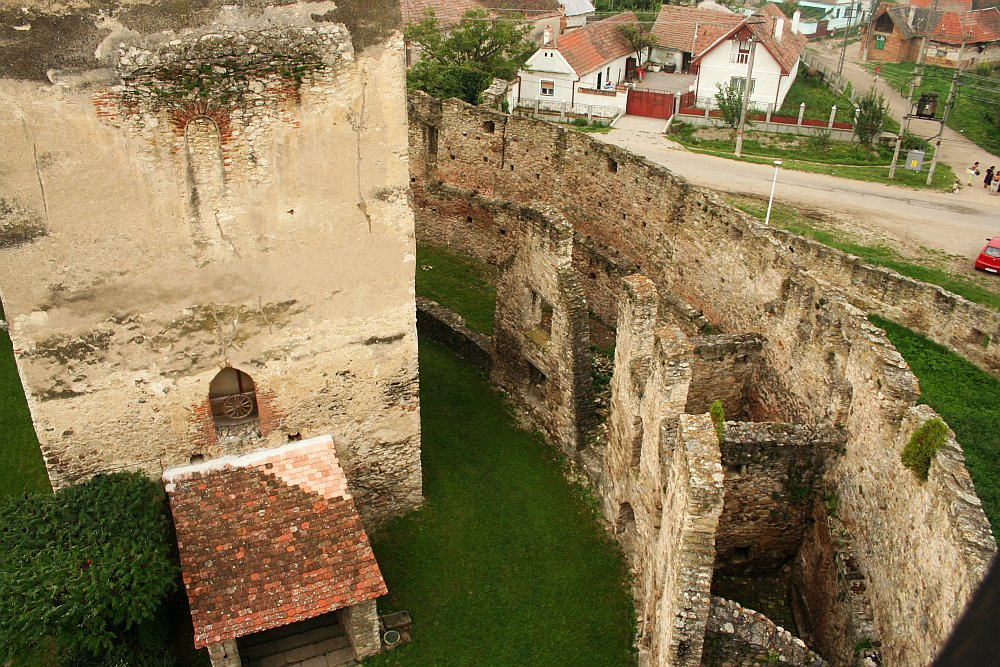
Le donjon et les murs d'enceinte

## Démographie
Lors du recensement de 2011, 70,43 % de la population se déclarent roumains et 24,21 % comme roms (5,05 % ne déclarent pas d'appartenance ethnique et 0,29 % déclarent appartenir à une autre ethnie).

## Politique
| Parti | Parti                           | Sièges |
| ----- | ------------------------------- | ------ |
|       | Parti national libéral (PNL)    | 4      |
|       | Parti social-démocrate (PSD)    | 4      |
|       | Parti Mouvement populaire (PMP) | 2      |
|       | Parti des Roms « Pro-Europe »   | 1      |